# Акустика. 20-ая зима без электричества
«Акустика. 20-я зима без электричества» — концертный альбом русской рок-группы «Ва-Банкъ», записанный во МХАТе им. М. Горького 2 марта 2006 года и изданный годом позже лейблом Real Records.

## Список композиций
| №                   | Название                    | Текст песни         | Музыка              | Длительность |
| ------------------- | --------------------------- | ------------------- | ------------------- | ------------ |
| 1.                  | «Провокация»                | Скляр               | Скляр               | 3:10         |
| 2.                  | «Кухня»                     | Е. Никонов, Скляр   | Ва-Банкъ            | 4:50         |
| 3.                  | «Босиком по луне»           | Скляр               | Скляр               | 4:41         |
| 4.                  | «Ты и я»                    | Скляр               | Скляр               | 5:16         |
| 5.                  | «Кислое вино»               | Никитин             | Ва-Банкъ            | 3:14         |
| 6.                  | «Аргентина»                 | Скляр               | Скляр               | 2:59         |
| 7.                  | «Маршруты московские»       | Скляр, Исмагилов    | Скляр               | 4:39         |
| 8.                  | «За гагарой с чёрным пером» | Скляр               | Скляр               | 5:35         |
| 9.                  | «Эльдорадо»                 | Е. Головин          | Е. Головин          | 3:09         |
| 10.                 | «Игроки и шпионы»           | Скляр               | Левитин, Скляр      | 3:37         |
| 11.                 | «Пьяная песня»              | Скляр               | Скляр               | 5:30         |
| 12.                 | «Моя жизнь»                 | Скляр               | Скляр               | 4:06         |
| 13.                 | «Сад»                       | Скляр               | Скляр               | 3:26         |
| Общая длительность: | Общая длительность:         | Общая длительность: | Общая длительность: | 54:12        |

| №                   | Название                          | Текст песни         | Музыка              | Длительность |
| ------------------- | --------------------------------- | ------------------- | ------------------- | ------------ |
| 1.                  | «Сказки»                          | Скляр, Eгор Никонов | Ва-Банкъ            | 2:48         |
| 2.                  | «Кто мы?»                         | Скляр               | Скляр               | 3:48         |
| 3.                  | «Досуги-буги»                     | Пётр Мамонов        | Пётр Мамонов        | 5:51         |
| 4.                  | «Не бросай (Женские штучки)»      | Елена Юданова       | Елена Юданова       | 3:38         |
| 5.                  | «Робинзон Крузо»                  | Е. Головин          | Ва-Банкъ            | 7:40         |
| 6.                  | «Летучая мышь»                    | Измагилов           | Измагилов           | 5:28         |
| 7.                  | «Радиодыры»                       | Ва-Банкъ            | Левитин             | 4:37         |
| 8.                  | «Рок-н-ролл - это мы»             | Константин Кинчев   | Константин Кинчев   | 6:33         |
| 9.                  | «Слова любви»                     | Скляр               | Скляр               | 3:43         |
| 10.                 | «Чёрное знамя»                    | Скляр               | Скляр               | 3:53         |
| 11.                 | «Жизнь на 5/4»                    | Левитин, Исмагилов  | Левитин             | 4:18         |
| 12.                 | «Белый корабль (Но есть моря...)» | Скляр               | Скляр               | 6:27         |
| Общая длительность: | Общая длительность:               | Общая длительность: | Общая длительность: | 58:44        |

## Участники записи
| - Александр Ф. Скляр — вокал, акустическая гитара - Сергей Левитин — акустическая гитара, соло, вокал - Алик Исмагилов — бас-гитара, вокал - Андрей Белизов — барабаны, бубен, вокал | Приглашённые музыканты - Александр Бялый — саксофон, кларнет - Влад Волков — перкуссия - Гарик Сукачёв — вокал (1-7, 1-8, 2-8), бубен - Глеб Самойлов — вокал (2-1, 2-2, 2-8) - Константин Кинчев — вокал (2-6, 2-7, 2-8) - Рушан Аюпов — вокал (1-11) |